# 原平駅
原平駅（げんべいえき）は中華人民共和国山西省忻州市原平市に位置する中国国鉄太原鉄路局が管轄する駅である。

## 所属路線
- 中国国鉄
  - 同蒲線：大同駅起点より231km、太原駅より124km
  - 京原線：本駅終点、石景山南駅起点より418km、北京駅より444km

## 駅構造
- 単式ホーム1面、島式ホーム1面の地上駅である。

## 歴史
- 1935年 - 開業

## 隣の駅
中国国鉄
同蒲線
梅家荘駅 - 原平駅 - 唐林崗駅
京原線
薛孤駅 - 原平駅
座標: 北緯38度43分07秒 東経112度43分15秒 / 北緯38.71871度 東経112.72092度